# Manuel d'Aux Borrellas
Manuel d'Aux Borrellas (Perpignan, ? — Nyls, 25 juin 1665) est un militaire, chef de la cavalerie catalane, dont la carrière s'est déroulée durant la Guerre des faucheurs. 

## Biographie
Il était le fils de Vidal d'Aux, de Perpignan. Sa première action militaire a eu pour cadre le Siège d'Ille-sur-Têt, lors duquel il commandait une compagnie de cavalerie française qui a résisté à l'attaque de Juan de Garay Otañez. Puis il est resté dans l'Empordan prenant part, cependant, aux sièges d'Argelès-sur-Mer, Elne et Millars ainsi qu'aux combats aux abords de Corneilla-del-Vercol. Il a participé à la bataille de Montjuïc à Barcelone en 1641, sous les ordres d'Henri Robert de Sérignan. Au cours de ce combat, il a tué Carlo Maria Caracciolo, le duc de San Giorgio. Au mois de mai, il a été nommé capitaine de cuirassiers. Comme chef des milices roussillonnaises, il a intégré l'armée d'Henri II de Bourbon-Condé en 1641 pour chasser les troupes de Philippe IV d'Espagne des comtés. Il a participé aux Siège de Perpignan et de  Collioure. Lors d'un de ces sièges, il a repoussé une sortie des défenseurs à la mi-décembre associé à Gabriel de Llupià, causant de nombreuses pertes à l'ennemi. Peu après, il a pris part à la déroute de l'armée hispanique que conduisait Pierre IV d'Empúries lors de la bataille de Montmeló, pendant laquelle il a été fait prisonnier des hispaniques, puis finalement libéré. 
Le 6 février 1642 il a reçu d'Urbain de Maillé,  marquis de Brézé, maréchal de France et capitaine général de Catalogne, Roussillon et Cerdagne, le titre de chevalier pour lui et sa postérité, et le monarque lui a accordé une pension annuelle de six-cents livres.
En 1646, il a participé à deux juntes de braços comme militaire. Il était présent au siège de Lérida où associé à François de Calvo, il a repoussé une attaque des castillans.
Après la prise de Barcelone (1652), il a commandé une compagnie de miquelets avec Josep Margarit i de Biure. Il a pris Solsona en 1653, qui restera entre les mains françaises jusqu'en 1655. En octobre 1655, Armand de Bourbon-Conti l'envoie au secours de Berga avec ses miquelets mais ils ont été battus. Au début de février 1657, il dirige une nouvelle incursion à Osona et repousse l'attaque de Francisco Espona. 
Il a été consul de Perpignan en 1660, et a vécu dans son Roussillon natal jusqu'à son décès en 1665.
Son frère, Raphaël d'Aux, était capitaine de cavalerie dans le régiment du marquis d'Aguilar. En 1654, il a servi comme officier dans l'armée du roi du Portugal et il est mort à Lisbonne.